# Μszaki
A μszaki (ejtsd: műszaki) az Óbudai Egyetem hallgatói lapja, 2007-től jelenik meg.
A μszaki ingyenesen elérhető bárki számára az Óbudai Egyetem intézményeiben. Megjelenik évente 10 alkalommal, 9000 (kilencezer) példányban, az Óbudai Egyetem Hallgatói Önkormányzatának megbízásából.
A μszaki állandó rovatai: Színházajánló, Könyvajánló, ViccBomba, Programajánló, Gasztro.
A μszaki főszerkesztője Egedi Nikolett Judit, 2011-ben Kovács László, 2020-ban Bolla Daniella.